# Ussurohelcon longigenis
Ussurohelcon longigenis är en stekelart som beskrevs av Sergey A. Belokobylskij 1989. Ussurohelcon longigenis ingår i släktet Ussurohelcon och familjen bracksteklar. Inga underarter finns listade i Catalogue of Life.